# Scheibenhardt
Scheibenhardt (in alsaziano Schaiwert, in francese Scheibenhard) è un comune di 682 abitanti della Renania-Palatinato, in Germania.
Appartiene al circondario (Landkreis) di Germersheim (targa GER) ed è parte della comunità amministrativa (Verbandsgemeinde) di Hagenbach.

## Geografia fisica
Il comune è frontaliero con la Francia e adiacente al quasi omonimo comune di Scheibenhard (appartenente alla storica regione dell'Alsazia e, dunque, all'attuale regione amministrativa francese del Grand Est): i due comuni sono separati soltanto dal fiume Lauter, un affluente del Reno.